# Халилов, Салих Халилович
Салих Халилович Халилов (1919 год, с. Хуты, Дагестанская область, СССР — 2004 год, Махачкала, Россия) — советский и российский военачальник, генерал-майор. Народный депутат СССР от Всесоюзной организации ветеранов войны и труда.

## Биография
Родился в селе Хуты, в Дагестане. Лакец.

## Учеба
Окончил Сухумское военное стрелково-пулемётное училище в 1941 году.

## Карьера

### Военного
20 июня 1941 года Халилов был направлен в Харьковский военный округ, а 26 июня уже принимал участие в боевых действиях на владимиро-волынском направлении Западного фронта командиром стрелкового взвода. От начала и до конца воевал С. Х. Халилов на фронтах Великой Отечественной войны и войны с Японией, испытывая горечь поражений и радость побед. И только 2 сентября 1945 года он завершил войну в Порт-Артуре. Прослужив в рядах Советской Армии без малого 40 лет, он прошёл все ступени воинской службы от курсанта военного училища до генерала, от командира взвода, роты, батальона до командира воздушно-десантной дивизии и военного комиссара Дагестана.
В 1964-1974 гг. руководил 242 учебным центром ВДВ.

## Семья
Жена — Зинаида Кузьминична (1922 г. рожд.). Дети: сын — Валерий (1946 г. рожд.), сын — Вячеслав (1949-2022), генерал-лейтенант воздушно-десантных войск; дочь — Наталья (1956 г. рожд.).

## Награды
- Орден Дружбы (14.9.1999)[4]
- Два ордена Красного Знамени
- Два ордена Отечественной войны I степени
- Орден Отечественной войны II степени
- Орден Красной Звезды
- Орден «За службу Родине в Вооруженных Силах» III степени
- Монгольский орден «За боевые заслуги»
- 23 медали

## Память
- 12 мая 2012 года одному из скверов Махачкалы присвоили имя генерал-майора Халилова[5].
- В городе Каспийск есть парк и улица имени Халилова.